# Bamun Sualkuchi
Bamun Sualkuchi is een census town in het district Kamrup van de Indiase staat Assam. 

## Demografie
Volgens de Indiase volkstelling van 2001 wonen er 7123 mensen in Bamun Sualkuchi, waarvan 49% mannelijk en 51% vrouwelijk is. De plaats heeft een alfabetiseringsgraad van 74%. 